# Ereira e Lapa
Ereira e Lapa (llamada oficialmente União das Freguesias de Ereira e Lapa) es una freguesia portuguesa del municipio de Cartaxo, distrito de Santarén.

## Historia
Fue creada el 28 de enero de 2013 en aplicación de una resolución de la Asamblea de la República de Portugal promulgada el 16 de enero de 2013 con la unión de las freguesias de Ereira y Lapa, pasando su sede a estar situada en la antigua freguesia de Ereira.

## Demografía
| Gráfica de evolución demográfica de Ereira e Lapa entre 2011 y 2021 |
|                                                                     |
| Datos según el nomenclátor publicado por el INE portugués.          |